# Wereldkampioenschappen freestyleskiën 2005
De wereldkampioenschappen freestyleskiën 2005 werden van 17 tot en met 20 maart 2005 gehouden op de berg Ruka in het Finse Kuusamo. Er stonden tien onderdelen op het programma, vijf voor mannen en vijf voor vrouwen. Het onderdeel halfpipe stond voor de eerste maal op het programma.

## Medailles

### Mannen
| Onderdeel   | Goud | Goud               | Zilver | Zilver              | Brons | Brons           |
| ----------- | ---- | ------------------ | ------ | ------------------- | ----- | --------------- |
| Aerials     | CAN  | Steve Omischl      | CAN    | Jeff Bean           | BLR   | Aleksej Grisjin |
| Halfpipe    | FRA  | Matthias Wecxsteen | FRA    | Loic Collumb-Patton | CAN   | Corey Vanular   |
| Moguls      | USA  | Nathan Roberts     | CAN    | Marc-Andre Moreau   | AUS   | Dale Begg-Smith |
| Dual Moguls | USA  | Toby Dawson        | FIN    | Sami Mustonen       | USA   | Jeremy Bloom    |
| Skicross    | CZE  | Tomáš Kraus        | SWE    | Jesper Brugge       | NOR   | Audun Grønvold  |

### Vrouwen
| Onderdeel   | Goud | Goud           | Zilver | Zilver           | Brons | Brons             |
| ----------- | ---- | -------------- | ------ | ---------------- | ----- | ----------------- |
| Aerials     | CHN  | Li Nina        | SUI    | Evelyne Leu      | CHN   | Guo Xinxin        |
| Halfpipe    | CAN  | Sarah Burke    | USA    | Kristi Leskinen  | NOR   | Grete Eliassen    |
| Moguls      | USA  | Hannah Kearney | CZE    | Nikola Sudová    | AUT   | Margarita Marbler |
| Dual Moguls | CAN  | Jennifer Heil  | NOR    | Kari Traa        | JPN   | Aiko Uemura       |
| Skicross    | AUT  | Karin Huttary  | SWE    | Magdalina Iljans | FRA   | Ophélie David     |

### Medaillespiegel
| Plaats | Land             | Goud | Zilver | Brons | Totaal |
| 1      | Canada           | 3    | 2      | 1     | 6      |
| 2      | Verenigde Staten | 3    | 1      | 1     | 5      |
| 3      | Frankrijk        | 1    | 1      | 1     | 3      |
| 4      | Tsjechië         | 1    | 1      | 0     | 2      |
| 5      | China            | 1    | 0      | 1     | 2      |
| 5      | Oostenrijk       | 1    | 0      | 1     | 2      |
| 7      | Zweden           | 0    | 2      | 0     | 2      |
| 8      | Noorwegen        | 0    | 1      | 2     | 3      |
| 9      | Finland          | 0    | 1      | 0     | 1      |
| 9      | Zwitserland      | 0    | 1      | 0     | 1      |
| 11     | Australië        | 0    | 0      | 1     | 1      |
| 11     | Japan            | 0    | 0      | 1     | 1      |
| 11     | Wit-Rusland      | 0    | 0      | 1     | 1      |
| Totaal | Totaal           | 10   | 10     | 10    | 30     |